# Stolnica Marijinega vnebovzetja, Koper
Stolnica Marijinega vnebovzetja v Kopru je stolnica Škofije Koper in župnijska cerkev Župnije Koper - Marijino vnebovzetje. Je ena izmed dveh stolnic v koprski škofiji – druga je sostolnica Kristusa Odrešenika v Novi Gorici.

## Zgodovina
Razni zapisi starejših avtorjev pričajo, da naj bi bila v Kopru bazilika že ob koncu 4. stoletja, stala pa naj bi ob Elijevi rotundi, vendar sedanja arheološka sondiranja na tem mestu tega niso potrdila. O stolnici izpred leta 1000 ni znanega praktično nič, čeprav naj bi v Kopru, z večjimi ali manjšimi prekinitvami, škofje stolovali že od leta 520.
Najstarejše omembe romanske Marijine cerkve v Kopru datirajo v konec 11. stoletja (ko je leta 1187 Koper imel že trajno škofa), ki jo arhivski viri opisujejo kot glavno cerkev z Marijinim oltarjem (verjetno glavnim) in odprtim atrijem oziroma ložo. Leta 1380 so Genovčani oropali in opustošili Koper, odnesli relikvije zaščitnikov mesta svetega Nazarija in svetega Aleksandra, zažgali cerkev in tudi atrij pred pročeljem, ki je po poročilu Nicolà del Bella meril 23 beneških korakov. Obnova je trajala več kot sto let. Cerkev, ki je bila do takrat od prostostoječega zvonika oddaljena okoli osem metrov, so podaljšali proti zahodu. Leta 1422 so koprčani iz Genove zmagoslavno vrnili relikvije svetega Nazarija, ki so jih sprejeli z velikim slavjem in jih postavili pod baldahinski oltar.
Koprski škof Paolo Naldini je leta 1700 v svojem delu Cerkveni krajepis  ali opis mesta in škofije Justinopolis, ljudsko Koper (Corografia ecclesiatica o'sia descrittione della città e della dioscesi di Giustinopoli detto volgarmente Capo d'Istria (COBISS)), podrobno opisal tedanjo triladijsko koprsko stolnico, kar je toliko bolj dragocen vir, ker ni danes, razen nekaj opreme, ohranjenega prav ničesar. Znano je, da je bila v prejšnji cerkvi pod današnjim prezbiterijem kripta oziroma podzemeljska kapela z oltarjem svetega Elija, kamor so vodile stopnice z leve in desne strani glavnega oltarja. Kripto so porušili in zasuli ob prenovi leta 1716.

## Arhitektura
Cerkev romanske zasnove (12. stoletje), o čemer pričajo zazidana romanska okna na južni steni in delna rekonstrukcija portala v atriju pokrajinskega muzeja, tvori z zvonikom vzhodno stranico Titovega trga.

### Vzhodna fasada
Zunanjost krasi prefinjeno obdelano beneško-gotsko pritličje, oblikovano po potresu leta 1460, katerega avtorstvo bi lahko povezali z delavnico Bartolomea Bona, ki je v tem času delal na Doževi palači v Benetkah, ter nadstropje v slogu čiste renesanse, v različici, ki jo je v Benetkah v 16. stoletju razvila rodbina kiparjev in arhitektov Lombardi.
Svetniki v nišah imajo še svoje lastne baldahine in so bili tja postavljeni kasneje, prvotno pa so bili najbrž del baldahinskega oltarja, izdelanega po letu 1422, katerega druge dele hranijo v lapidariju Pokrajinskega muzeja.

## Galerija
- Fasada stolnice
- Doprsni kip Giovannija Giustianija (1684)
- Koprska stolnica z zvonikom
- Luneta in kapitel vhodnega portala
- Stolnica in loža (loggia)
- Koprska stolnica z zvonikom v decembrskem času (2020)

## Notranjost stolnice
Viri pred letom 1714 pričajo o triladijski romanski baziliki, od katere se je do danes ohranila le južna stena, na kateri so vidni ostanki sedaj zazidanih romanskih oken. 
V 18. stoletju je bila pod vodstvom tedaj vodilnega beneškega arhitekta Giorgia Massarija triladijska notranjost stolnice preurejena v slogu beneškega baročnega klasicizma. Sestav sklopov in križastih obokov priča o vzorih arhitekta Andrea Palladia, ki je v 16. stoletju tako vplival na arhitekturo svojega časa in še nekaj naslednjih stoletij, da ni v beneški arhitekturi barok nikoli razvil svoje igrivosti in prešel v rokoko. V tem okolju je deloval arhitekt Massari, morda tisti, ki je palladijevsko izročilo pripeljal iz renesanse naravnost v klasicizem, skoraj sto let pred njegovo evropsko uveljavitvijo. Štukaturno okrasje v notranjosti je leta 1749 izdelal mojster Francesco Schiavi.
Stene so razčlenjene s pilastri. Bogato profiliran zidec, ki poteka po celotnih zunanjih stenah, se ponavlja tudi na slopih, ki delijo ladje med seboj. Ta detajl optično deli cerkev na dva dela in se izteče v prezbiterij, ki predstavlja središče stolnice.   

### Glavni oltar
V baldahinastem glavnem oltarju oltarna slika prikazuje Marijino vnebovzetje, ko se v prisotnosti svetnikov in prerokov dviga v nebo.

### Stranski oltarji
Oltarji so v glavnem iz 17. stoletja, prav tako tudi oltarne slike, ki bi bile lahko delo pomembnih beneških mojstrov, med njimi se omenjata Pietro Liberi in Andrea Celesti.

### Notranja oprema
Najpomembnejša umetnina v stolnici je delo Vittoreja Carpaccia Marija z detetom in šestimi svetniki iz leta 1516. Le-to so leta 2019 odpeljali v ljubljanski Restavratorski center, po petih letih konzervatorske-restavratorske obravnave pa so jo v oktobru 2024 vrnili v Koper, na desno steno transepta cerkve Marijinega vnebovzetja.
V transeptu na levi strani visi oltarna slika Vittoreja Carpaccia Marija na prestolu s svetniki iz leta 1516, zraven nje pa še dve sliki istega mojstra Pokol nedolžnih otrok in Predstavitev Jezusa v templju, ki sta bili del okrasja danes izginule orgelske omare. Datirani sta z letnico 1523 in veljata za zadnji znani mojstrovi deli. V prezbiteriju visi slika Svatba v Kani Galilejski, delo Antonia Zanchija. 
Najstarejše ohranjeno kiparsko delo in obenem ena najodličnejših umetnin je marmorni nagrobnik svetega Nazarija, koprskega škofa iz 6. stoletja in mestnega zavetnika, ki ga je mestu okoli leta 1350 podarila Beneška republika. Gre za tipično beneško kiparsko delo tistega časa, največkrat pripisano Filippu de Santisu, ki je izjemno v slovenskem prostoru. Na sarkofagu leži figura pokojnika v škofovskih oblačilih, stranice pa so reliefno okrašene s figurami papeža Aleksandra, sv. Nazarija (ki v rokah drži maketo mesta), diakona Elije, ter s figurami pohabljencev, ki se v upanju na čudežno ozdravitev obračajo k svetniku. Sarkofag je bil desetletja v niši za glavnim oltarjem.
Prezbiterij obdajajo bogato izrezljane korne klopi, ki jih je v Kopru v letih 1686–1687 iz oljčnega lesa izdelal Stefano Bandesi Tedesco. Na njih je grb naročnika in plačnika, škofa Agostina Konta de Brutija. Iz iste dobe je tudi veliki legile (stojalo za knjigo) v kotu.
Leseno prižnico je leta 1758 izdelal Lorenzo Farolli v stilu rokokoja.
Fanali, veliki iz lesa izrezljani in pozlačeni zaprti svečniki, so delo v Benetkah delujočega Paola De Morija iz leta 1750. Istega izvora je tudi večina ostalih svečnikov.

#### Zakladnica stolnice
Med drugimi izjemnimi predmeti hrani zakladnica stolnice ebenovinasto skrinjico iz bizantinskega obdobja in antifonarij miniaturista Nazarija iz Kopra.
- B. Carpaccio: Marija med sv. Nikolajem in Janezom Krstnikom
- B. Carpaccio: Marija na prestolu z otrokom med sv. Nikolajem in Janezom Krstnikom
- Prižnica
- Pietà
- Škofijski sedež iz 18. stoletja
- Daritveni oltar (Gasparo Albertini, 1788)
- Nove orgle

### Orgle

#### Callidove orgle
V stolnici so bile ohranjene orgle Gaetana Callida iz Benetk iz leta 1773, prejšnje je leta 1771 uničila strela. Leta 1940 jih je goriški orglar Giorgio Bencz predelal, pri tem pa odstranil orgelsko omaro, ki je pri orglah beneškega tipa izrednega pomena, pa tudi izvirne Callidove pročelne piščali, ki jih ni dala pretopiti niti avstrijska vojaška oblast med prvo svetovno vojno.  Orglar je to izvedel po navodilih tedanjega Zavoda za varstvo spomenikov, ki je s temi deli hotel razkriti veliko okno za orglami. Bencz je zamenjal tudi nekatere registre, tako da instrument nima več prvotnega zvoka. Kaj se bo z orglami dogajalo v prihodnje, ni znano, saj bi bilo nujno rekonstruirati orgelsko omaro, bodo pa prestavljene v cerkev sv. Basa na Prešernovem trgu v Kopru.

#### Nove orgle
Nove orgle koprske stolnice so največje cerkvene orgle v Sloveniji in druge največje nasploh (za orglami Cankarjevega doma). Orgle so donacija švicarske koncertne dvorane Tonhalle iz Züricha. Stolna župnija Koper je za pridobitev instrumenta v letu 2017 kandidirala na mednarodnem razpisu. Izdelani so bili projekti cenovne analize, potenciala za rabo, akustične ustreznosti stolnice ter načrt gradnje novega kora in projekt finančne konstrukcije nabave. Nenazadnje je zaradi podpore številnih institucij in posameznikov, delujočih na področju glasbenega ustvarjanja, ter aktivne podpore Mestne občine Koper, upravni odbor fundacije Kongresshaus-Stiftung Zürich po obisku komisije v Kopru izmed ožjega izbora prejetih ponudb soglasno sprejel odločitev o dodelitvi orgel koprski stolnici.
Orgle sta leta 1988 izdelala orglarja Kleuker in Steinmeyer po načrtih znanega francoskega skladatelja, organista, pianista in pedagoga Jeana Guilloja, ki je v Kopru skoraj do svoje smrti leta 2019 aktivno sodeloval pri ponovni postavitvi orgel, pred tem je načrtoval tudi orgle, ki so postavljene v Bruslju, na Tenerifih, v Rimu in Leónu v Španiji ter tiste v francoskem smučarskem središču Alpe d'Huez. Za koncertiranje in snemanja orgelske glasbe so te orgle v preteklosti v Zurichu že uporabljali največji organisti današnjega časa.
Za postavitev orgel je bila na razpisu izbrana Orglarska delavnica Maribor, kjer imajo izkušnje tudi s tako velikimi projekti. Nove orgle imajo 4 manuale in pedal ter 68 registrov, 5420 piščali, od tega okoli 5141 kovinskih in okoli 279 lesenih.
Blagoslov novih orgel je bil v soboto, 6. novembra 2021, inavguracijski koncert pa naslednji dan, v nedeljo, 7. novembra 2021.

##### Dispozicija (izbor registrov)
4MP/m--p
| I Positiv (C–c4) |        |
| Pommer           | 16'    |
| Principal        | 8'     |
| Rohrflöte        | 8'     |
| Spitzoktave      | 4'     |
| Koppelflöte      | 4'     |
| Superoktave      | 2'     |
| Blockflöte       | 2*     |
| Larigot          | 1' 1/3 |
| Sesquialtera II  |        |
| Cymbale III      |        |
| Ranquette        | 16'    |
| Trompette        | 8'     |
| Cromorne         | 8'     |

| II Hauptwerk (C–c4) |        |
| Montre              | 16'    |
| Montre              | 8'     |
| Flûte majeure       | 8'     |
| Octave              | 4'     |
| Doppelflöte         | 4'     |
| Tierce              | 3' 1/5 |
| Doublette           | 2'     |
| Cornet II-V         |        |
| Grosse Mixture IV   |        |
| Plein Jeu V         |        |
| Bombarde            | 16'    |
| Trompette           | 8'     |
| Clairon             | 4'     |

| III Schwellwerk (C–c4)       |         |
| Holzprincipal                | 8'      |
| Cor de nuit                  | 8'      |
| Flûte harmonique             | 8'      |
| Gambe                        | 8'      |
| Voix céleste                 | 8'      |
| Flûte octaviante             | 4'      |
| Nazard                       | 2' 2/3* |
| Cornet V ab f                |         |
| Plein Jeu harmonique III-VII |         |
| Bombarde                     | 16'     |
| Trompette                    | 8'      |
| Hautbois                     | 8'      |
| Voix humaine                 | 8'      |
| Clairon                      | 4'      |
| predviden godalni register   | 4'      |

| IV Grand Choeur (C–c4) |        |
| Violoncelle            | 16'    |
| Diapason               | 8'     |
| Flûte harmonique       | 8'     |
| Flûte octaviante       | 4'     |
| Nazard harmonique      | 2' 2/3 |
| Octavin                | 2'     |
| Tierce harmonique      | 1' 3/5 |
| Piccolo 1              |        |
| Rauschpfeife V         |        |
| Aliquot III            |        |
| Bombarde-chamade       | 16'    |
| Trompette-chamade      | 8'     |
| Hautbois-chamade       | 8'     |

| Pedal (C–g1)    |         |
| Principalflöte  | 32'     |
| Principal       | 16'     |
| Flûte           | 16'     |
| Soubasse        | 16'     |
| Grosse Quinte   | 10' 2/3 |
| Flûte           | 8'      |
| Flûte           | 4'      |
| Nachthorn       | 2'      |
| Théorbe III     |         |
| Rauschpfeife IV |         |
| Basson          | 32'     |
| Bombarde        | 16'     |
| Fagott          | 16'     |
| Trompette       | 8'      |
| Clairon         | 4'      |

## Zvonik in zvonovi
S stolnico je povezan zvonik, ki je bil prvotno samostojni romanski mestni stolp (12. stoletje) in so ga s stolnico povezali ob njeni dozidavi (15. stoletje) ter ga zaključili z oktagonalno piramidalno kapo oglejskega tipa (1644). Zvonik je visok 53 metrov. V njem je poleg ostalih tudi zvon svetega Nazarija iz leta 1333, ki sta ga ulila Nikolaj in Martin, sinova mojstra Jakoba iz Benetk, za katerega se domneva, da je najstarejši zvon na ozemlju Slovenije.
Zvoneči zvonovi:
1. Rudolf Perner (de), H° +4
2. Rudolf Perner, dis' +0
3. Rudolf Perner, fis' +3
4. Rudolf Perner, gis' +0

Urni zvonovi:
1. 1333 ali 1328, fis' +8
2. g' -1
3. g' +10